# Auguste Jaccard

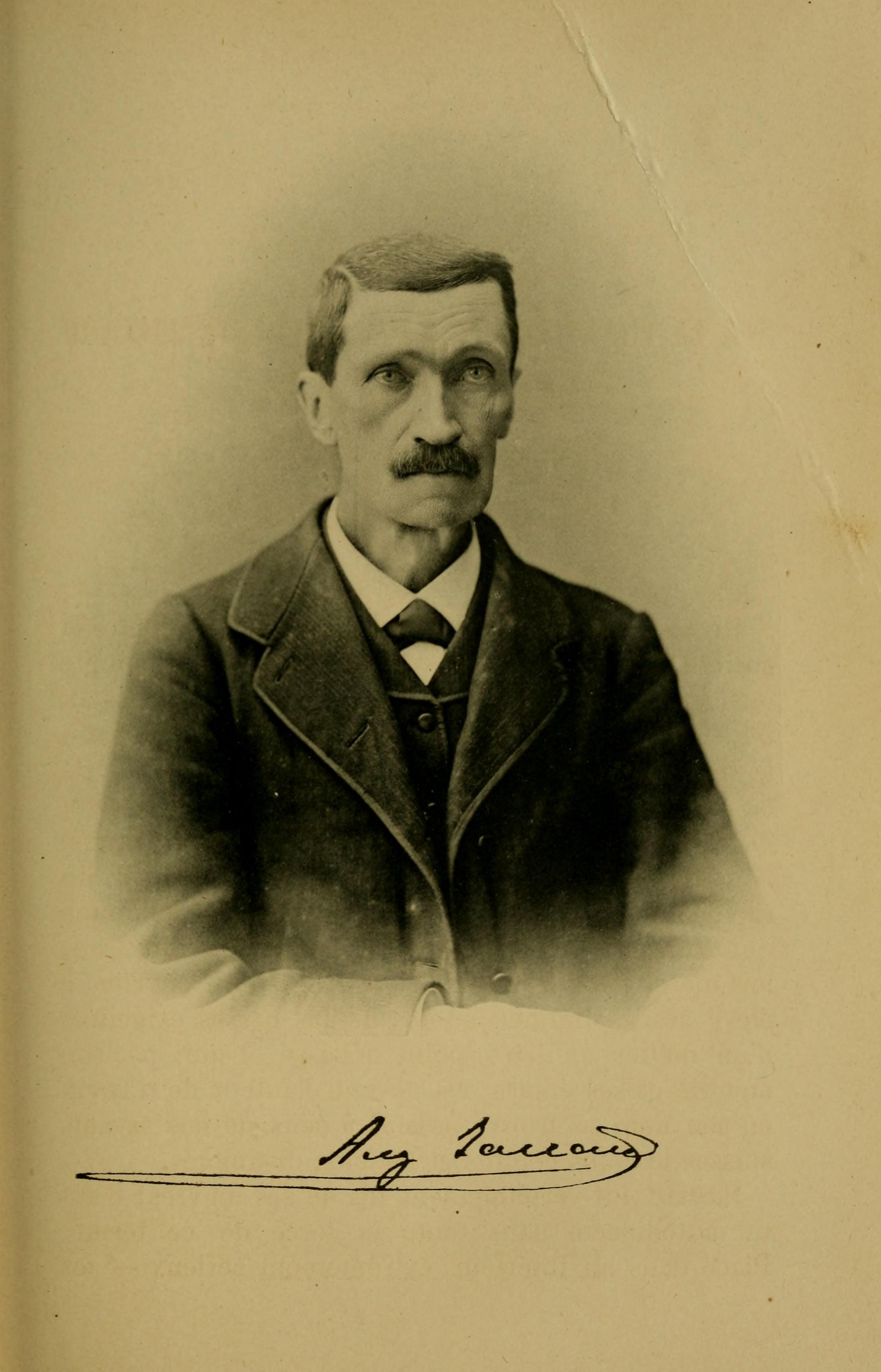
Auguste Jaccard

Auguste Jaccard (* 6. Juli 1833 in Culliairy, heute Teil von Sainte-Croix; † 5. Januar 1895 in Le Locle) war ein Schweizer Geologe, Paläontologe und Kartograf. Seine Forschung war vorwiegend der Erdgeschichte des Juragebirges gewidmet.

## Leben
Auguste Jaccard war der Sohn des Spieldosenherstellers Victor Jaccard und der Nanette Margot. 1857 heiratete er die Zifferblattmalerin Marie Joly. Nach der Schulzeit arbeitete er in der Manufaktur seines Vaters, und später gründete er seine eigene Guillocheur-Werkstatt.
Er arbeitete sich als Autodidakt in die Geologie ein. 1856 veröffentlichte er eine erste wissenschaftliche Arbeit über die Fossilien der Landschaft von Le Locle. Damit trug er zur Kenntnis der Gebirgsgeschichte des Juras bei, die zu jener Zeit ein bedeutendes Forschungsthema bildete. Der Paläontologe Oswald Heer und der Geologe Édouard Desor vermittelten ihm Kontakte zu Fachkreisen in ihren Gebieten. 1861 wurde Jaccard Mitglied der Geologischen Kommission der Schweizerischen Naturforschenden Gesellschaft. Er stellte die Grundlagen für die geologische Karte des Westschweizer Juragebiets zusammen. 1868 wurde er zum stellvertretenden Professor und 1873 zum ordentlichen Professor für Geologie und Paläontologie an der Akademie von Neuenburg gewählt. 1883 verlieh ihm die Universität Zürich den Ehrendoktortitel.

## Werke
- mit François Jules Pictet: Description de quelques débris de reptiles et poissons fossiles trouvés dans l’étage jurassique supérieur (Virgulien) du Jura Neuchatelois. Genf 1860.
- Supplément à la description géologique du Jura vaudois et neuchâtelois. Bern 1870.
- Coup d’œil sur les origines et le développement de la paléontologie en Suisse. Genf 1887 (Volltext in der Google-Buchsuche).
- Contributions à l’étude du terrain erratique dans le Jura. In: Bulletin de la Société des Sciences naturelles de Neuchâtel. 20. Jg., 1891–1892, S. 124–145.
- Description géologique du Jura neuchâtelois, vaudois, des districts adjacents du Jura français et de la plaine Suisse. Bern 1893.
- Le pétrole, l’asphalte et le bitume au point de vue géologique. Paris 1895.